# Małaszewicze (gromada)
Małaszewicze (do 31 XII 1961 Dobrynka) – dawna gromada, czyli najmniejsza jednostka podziału terytorialnego Polskiej Rzeczypospolitej Ludowej w latach 1954–1972.
Gromady, z gromadzkimi radami narodowymi (GRN) jako organami władzy najniższego stopnia na wsi, funkcjonowały od reformy reorganizującej administrację wiejską przeprowadzonej jesienią 1954 do momentu ich zniesienia z dniem 1 stycznia 1973, tym samym wypierając organizację gminną w latach 1954–1972.
Gromadę Małaszewicze z siedzibą GRN w Małaszewiczach utworzono 1 stycznia 1962 w powiecie bialskim w woj. lubelskim w związku z przeniesieniem siedziby gromady Dobrynka z Dobrynki do Małaszewiczów i zmianą nazwy jednostki na gromada Małaszewicze; równocześnie, do nowo utworzonej gromady Małaszewicze włączono wsie Wólka Dobryńska i Małaszewicze Duże ze zniesionej gromady Wólka Dobryńska w tymże powiecie.
1 stycznia 1970 do gromady Małaszewicze włączono tereny o łącznej powierzchni 969 ha: a) wieś Zastawek; b) grunty mieszkańców wsi Lebiedziew o powierzchni 161 ha (graniczących od północy z gruntami wsi Zastawek, od południa z gruntami wsi Kożanówka, od wschodu z gruntami wsi Małaszewicze Małe i od zachodu z gruntami wsi Lebiedziew); c) grunty mieszkańców wsi Małaszewicze Małe położone na południe od szosy Biała Podlaska—Terespol oraz grunty osiedla Małaszewicze Małe i stacji PKP oraz grunty PGR Koroszczyn – z gromady Błotków Duży w tymże powiecie.
Gromada przetrwała do końca 1972 roku, czyli do kolejnej reformy gminnej.